# Abierto de Australia 1977 (diciembre)
Lista de los campeones del Abierto de Australia de 1977 disputado en diciembre:

## Individual masculino
Vitas Gerulaitis (USA) d. John Lloyd (GBR), 6–3, 7–6, 5–7, 3–6, 6–2

## Individual femenino
Evonne Goolagong Cawley (AUS) d. Helen Gourlay Cawley (AUS), 6-3, 6-0

## Dobles masculino
Ray Ruffels/Allan Stone (AUS)

## Dobles femenino
Evonne Goolagong Cawley (AUS)/Helen Gourlay Cawley (AUS) y Mona Schallau Guerrant (USA)/Kerry Melville Reid (AUS)
| Predecesor: 1977                           | Abierto de Australia diciembre de 1977 | Sucesor: 1978                         |
| Predecesor: Abierto de Estados Unidos 1977 | Grand Slam diciembre de 1977           | Sucesor: Torneo de Roland Garros 1978 |

- Datos: Q420852